# Camponotus belligerus
Camponotus belligerus é uma espécie de inseto do gênero Camponotus, pertencente à família Formicidae.